# Martin Matte en direct
Martin Matte en direct est une émission de télévision québécoise de type talk-show, animée par l'humoriste Martin Matte. Diffusée sur la chaîne TVA à l'automne 2023, l'émission visait à réunir des invités de divers horizons pour des discussions humoristiques et des segments divertissants. Malgré de fortes attentes, l'émission a suscité des critiques mitigées et n'a pas été reconduite pour une deuxième saison.

## Concept
Martin Matte en direct est une émission de télévision québécoise de type talk-show humoristique, animée par l’humoriste Martin Matte. Diffusée sur la chaîne TVA, elle propose des entretiens avec des invités, des sketches comiques et des segments humoristiques. Ces segments ont été préalablement testés dans des salles de spectacle, notamment le Bordel à Montréal, avant leur adaptation pour la télévision. L’émission s’appuie sur le style humoristique de Martin Matte, connu pour ses spectacles et ses séries télévisées telles que Les Beaux Malaises.

## Équipe

### Animation
- Martin Matte

### Collaborateurs
- Julien Corriveau
- Jean-François Provençal
- Marylène Gendron
- Pierre Brassard
- Mona de Grenoble
- Maude Landry
- Hubert Proulx

## Diffusion
Martin Matte en direct a été diffusée sur TVA à partir du 28 septembre 2023, le jeudi à 20 h. La première saison, composée de dix épisodes, s’est terminée en novembre 2023. Les épisodes étaient également disponibles sur les plateformes numériques de TVA.

## Historique
L’émission a été développée dans le contexte des années 2020, alors que Martin Matte souhaitait explorer le format du talk-show après ses projets narratifs, comme Les Beaux Malaises. Selon une entrevue publiée dans La Presse, Matte voyait dans ce projet une opportunité de combiner animation en direct et humour. Les segments ont été conçus et testés dans des salles de spectacle comme le Bordel à Montréal, un lieu connu pour ses spectacles d’humour.
La chaîne TVA a soutenu le projet, visant à attirer un large public grâce à la notoriété de Matte. Cependant, la production a dû composer avec des contraintes, notamment l’approbation des contenus par les avocats de la chaîne pour respecter les exigences des commanditaires.

## Lancement
Le lancement de Martin Matte en direct a été annoncé le 11 septembre 2023 par La Presse comme un événement télévisuel majeur de l’automne. Le premier épisode, diffusé le 28 septembre 2023, a accueilli l’acteur et humoriste Patrick Huard comme invité.

## Accueil

### Cotes d'écoute
Les cotes d'écoute de l’émission n’ont pas atteint les prévisions initiales de 1,3 million de téléspectateurs par épisode établies par TVA. Sur les quatre premiers épisodes, diffusés entre le 28 septembre et le 19 octobre 2023, les cotes d’écoute ont diminué d’environ 30 %, passant de 875 000 à 610 000 téléspectateurs. Selon Martin Matte, ces attentes étaient élevées dans un contexte de fragmentation des audiences, marquée par la popularité des plateformes de streaming.

### Réception critique
La réception critique de l’émission a été mitigée. Certains segments humoristiques ont été bien reçus, tandis que d’autres ont été critiqués pour leur adaptation difficile au format télévisuel, en partie à cause des contraintes imposées par les commanditaires. Dans une entrevue à La Presse, Martin Matte a décrit l’expérience comme exigeante, tout en soulignant son investissement dans le projet.

## Annulation
En décembre 2023, TVA a annoncé que l’émission ne serait pas renouvelée pour une deuxième saison. Martin Matte a choisi de se consacrer à un nouveau projet de série de fiction pour Amazon Prime Video, prévu pour un tournage en 2025.